# Liste der Baudenkmäler in Schuir
Die Liste der Baudenkmäler in Schuir enthält die denkmalgeschützten Bauwerke auf dem Gebiet von Essen-Schuir, Stadtbezirk IX, in Nordrhein-Westfalen (Stand: Oktober 2018). Diese Baudenkmäler sind in der Denkmalliste der Stadt Essen eingetragen; Grundlage für die Aufnahme ist das Denkmalschutzgesetz Nordrhein-Westfalen (DSchG NRW).

| Bild                      | Bezeichnung                        | Lage                                           | Beschreibung | Bauzeit                      | Eingetragen seit  | Denkmal- nummer |
| ------------------------- | ---------------------------------- | ---------------------------------------------- | --- | ---------------------------- | ----------------- | --------------- |
| BW                        | Fachwerkwohn-/ Stallhaus           | An der Meisenburg 18 Karte                     | | erste Hälfte 19. Jahrhundert | 10. Dezember 1987 | 245             |
| BW                        | Fachwerkhaus                       | Im Riek 19a Karte                              | | Anfang 19. Jahrhundert       | 14. Mai 1987      | 207             |
| Hofanlage                 | Hofanlage                          | Kamisheide 50 Karte                            | | zwischen 1830 und 1867       | 8. Juni 1986      | 420             |
| Fachwerkhaus              | Fachwerkhaus                       | Meisenburgstraße 151 Karte                     | | erste Hälfte 19. Jahrhundert | 10. März 1994     | 804             |
| Wohnhaus                  | Wohnhaus                           | Meisenburgstraße 171/173 Karte                 | | um 1830                      | 2. Mai 1997       | 889             |
| Ruthermühle               | Ruthermühle                        | Ruthertal 2 Karte                              | Wassermühle, mechanisch noch funktionsfähig; Das 1969 neu aufgebaute Fachwerkhaus auf dem alten, geschützten Bruchsteinsstockwerk steht nicht unter Schutz. | 1822                         | 14. Februar 1985  | 69              |
| BW                        | Wohnhaus                           | Schauinsland 10 Karte                          | Wohnhaus für Dr. Coenen (Vorstandsmitglied von Karstadt), in den Hang integriert mit zwei Schwimmbecken | 1960er Jahre                 | 2. Mai 2013       | 964             |
| Schäferkotten             | Schäferkotten                      | Schuirweg 45 Karte                             | | 1830–1832                    | 12. Dezember 1985 | 99              |
| Halfmannshof              | Halfmannshof                       | Schuirweg 71 Karte                             | | um 1770–1785                 | 30. Mai 2006      | 945             |
| Haus Schuir               | Haus Schuir                        | Schuirweg 74 Karte                             | Ursprünglich Lehnsgut der Abtei Werden, zunächst der Herren von Schuir, im 18. Jahrhundert der Herren von Quade zu Wickrath; heutige Gestalt nach Rückkauf des Gutes von Abt Bernhard II 1792 als Sommerresidenz errichtet; über dem Haupteingang abteiliches Wappen, das im Mittelschild das Familienwappen des Abtes zeigt | 1792                         | 14. Februar 1985  | 70              |
| ehemaliger Lutterbeckshof | ehemaliger Lutterbeckshof          | Schuirweg 87 Karte                             | | 1773                         | 14. Februar 1985  | 71              |
| weitere Bilder            | ehemalige Karstadt-Hauptverwaltung | Theodor-Althoff-Straße 2 / Norbertstraße Karte | Architekt: Walter Brune, drei quadratische Baukörper mit 70 Metern Kantenlänge errichtet auf elf Hektar Brachland der Firma Krupp, Baukosten 75 Millionen D-Mark, Büros für 2300 Angestellte | 1967–1969                    | 2. Februar 2017   | 974             |
| Hofanlage                 | Hofanlage                          | Wallneyer Straße 94/96 Karte                   | | frühes 18. Jahrhundert       | 31. August 1999   | 903             |
| Fachwerkhaus              | Fachwerkhaus                       | Wallneyer Straße 145 Karte                     | | Anfang 19. Jahrhundert       | 10. Oktober 1996  | 879             |
| ehemaliges Schulgebäude   | ehemaliges Schulgebäude            | Wallneyer Straße 157/161 Karte                 | heute Sitz der Walter-Hohmann-Sternwarte | Mitte 19. Jahrhundert        | 31. August 1999   | 904             |
| Fachwerkhaus              | Fachwerkhaus                       | Wolfsbachtal 90 Karte                          | | Anfang 19. Jahrhundert       | 10. Oktober 1996  | 880             |